# Villa Beukenhof (Valkenburg)

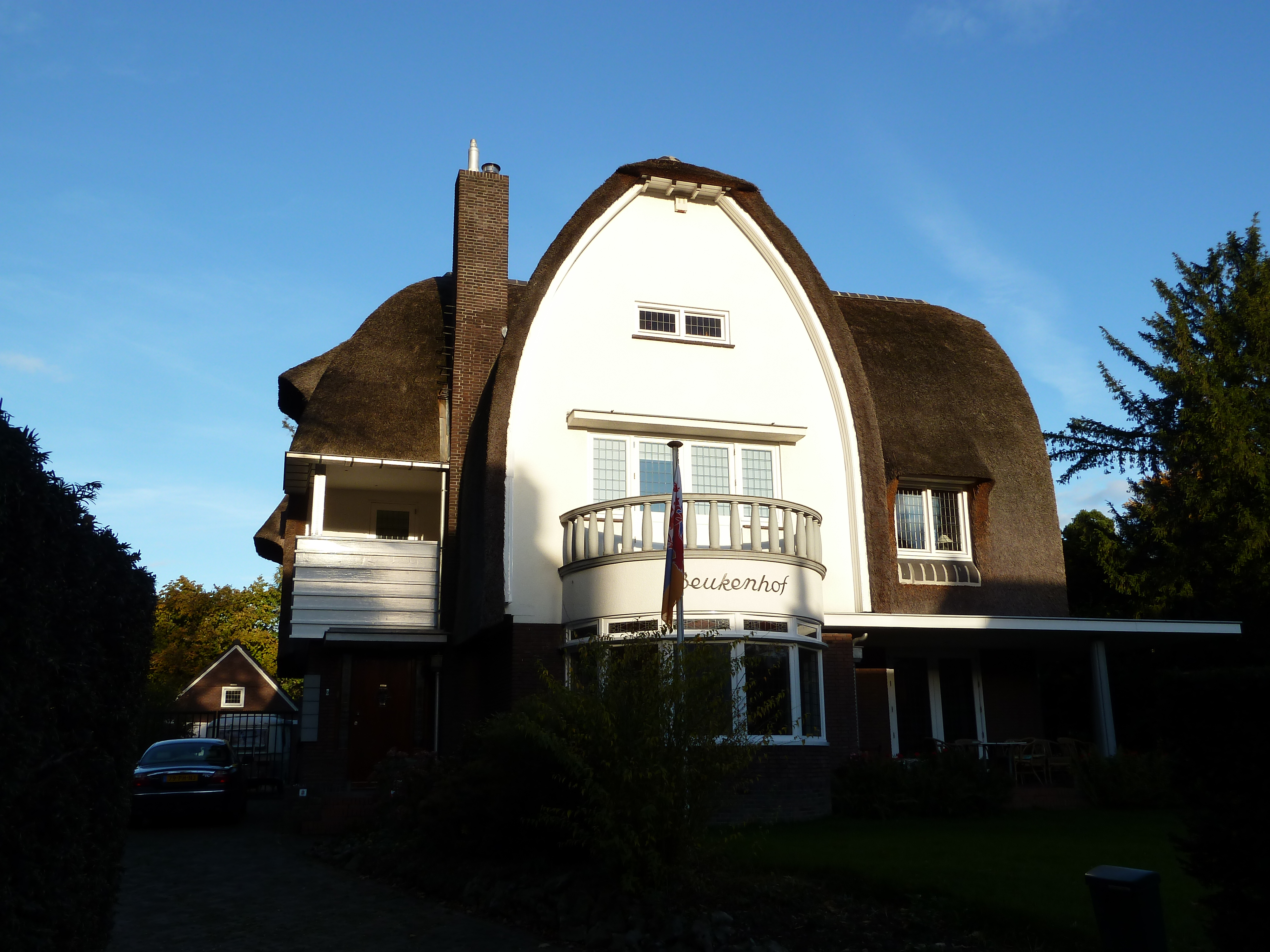
Villa Beukenhof vanaf straatzijde

Villa Beukenhof  is een monumentale villa in Valkenburg uit 1937, die in een traditionele bouwstijl met expressionistische invloeden is gebouwd. De villa onderscheidt zich van andere panden door zijn parabolisch boogdak dat gedekt is met riet. De villa is een rijksmonument.

## Beschrijving pand
De villa wordt gevormd door een in de lengterichting geplaatste rechthoekige plattegrond. De villa bestaat uit twee bouwlagen. De gevel bestaat uit baksteen, die op de eerste verdieping wit gepleisterd is. De voornaamste gevelopeningen bestaan uit houten rechthoekige glas-in-loodvensters en een houten deur geflankeerd door glas-in-loodvensters. De westzijde bevat gevelopeningen van art deco glas-in-loodvensters. De gevelindeling in totaal is asymmetrisch van opzet. Het middendeel met halfronde erker met een balkon met hardstenen balustrade erop manifesteert zich dominant in de totaalcompositie van het gebouw. Aan de rechterzijde van de erker is een zeer brede luifel aanwezig. Aan de linkerzijde van de erker bevindt zich de ingangspartij met erboven in hout uitgevoerde loggia. Tevens bevindt zich hier een robuuste bakstenen schoorsteen. Het dak van de villa wordt gevormd door een parabolisch boogdak gedekt met riet. Het interieur wordt gevormd door glas-in-loodvensters en houtsnijwerk in art-deco-stijl.